# Fauna de Islandia
La fauna de Islandia o fauna islandesa es el conjunto de especies animales que habitan en Islandia.

## Especies

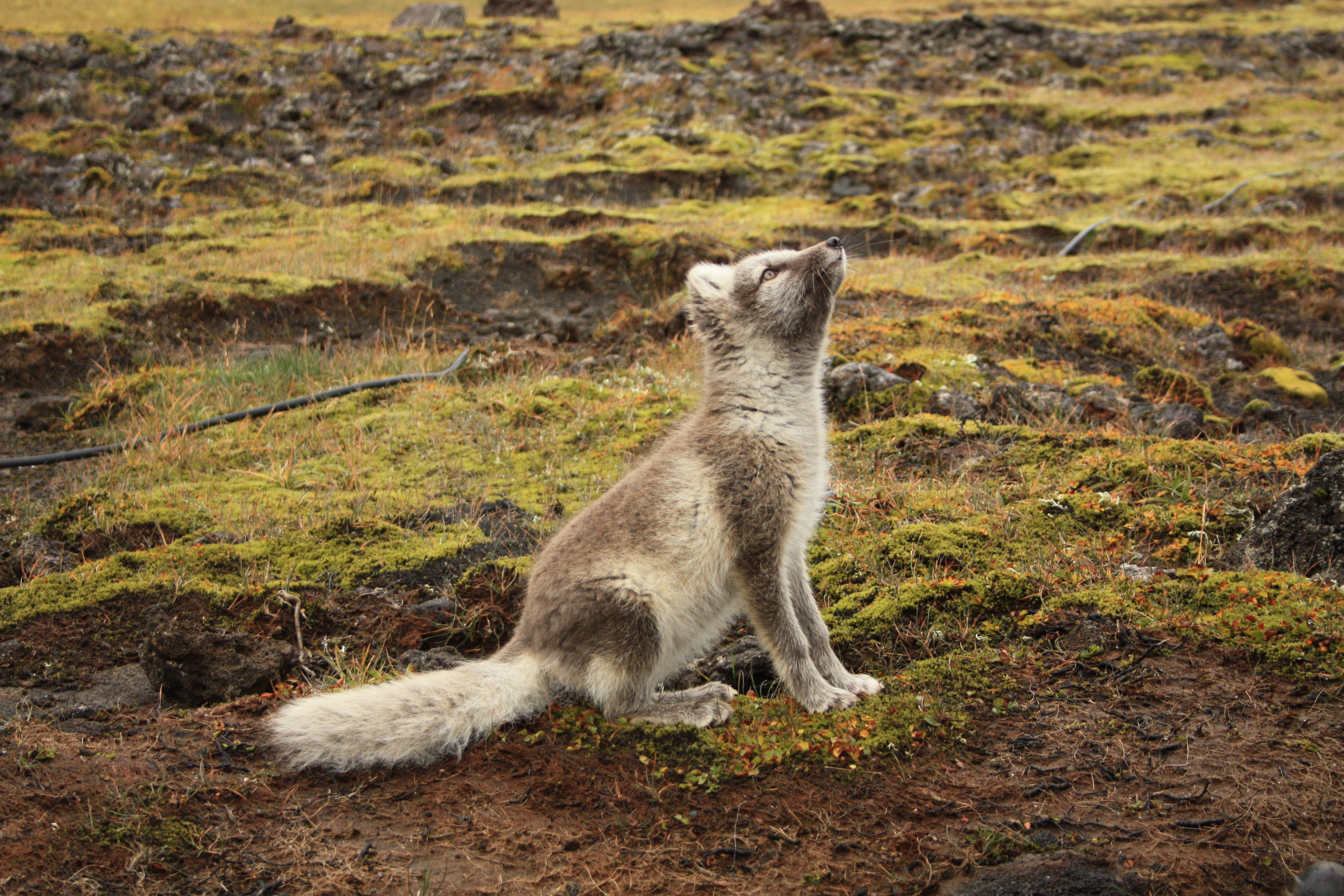
Un zorro ártico en el Brennisteinsfjöll.

### Mamíferos
Entre los cánidos se destaca el zorro grizzly
. Cuando Islandia fue colonizada en el siglo IX, este era el único mamífero terrestre en la isla y aún son comunes en toda Islandia. 

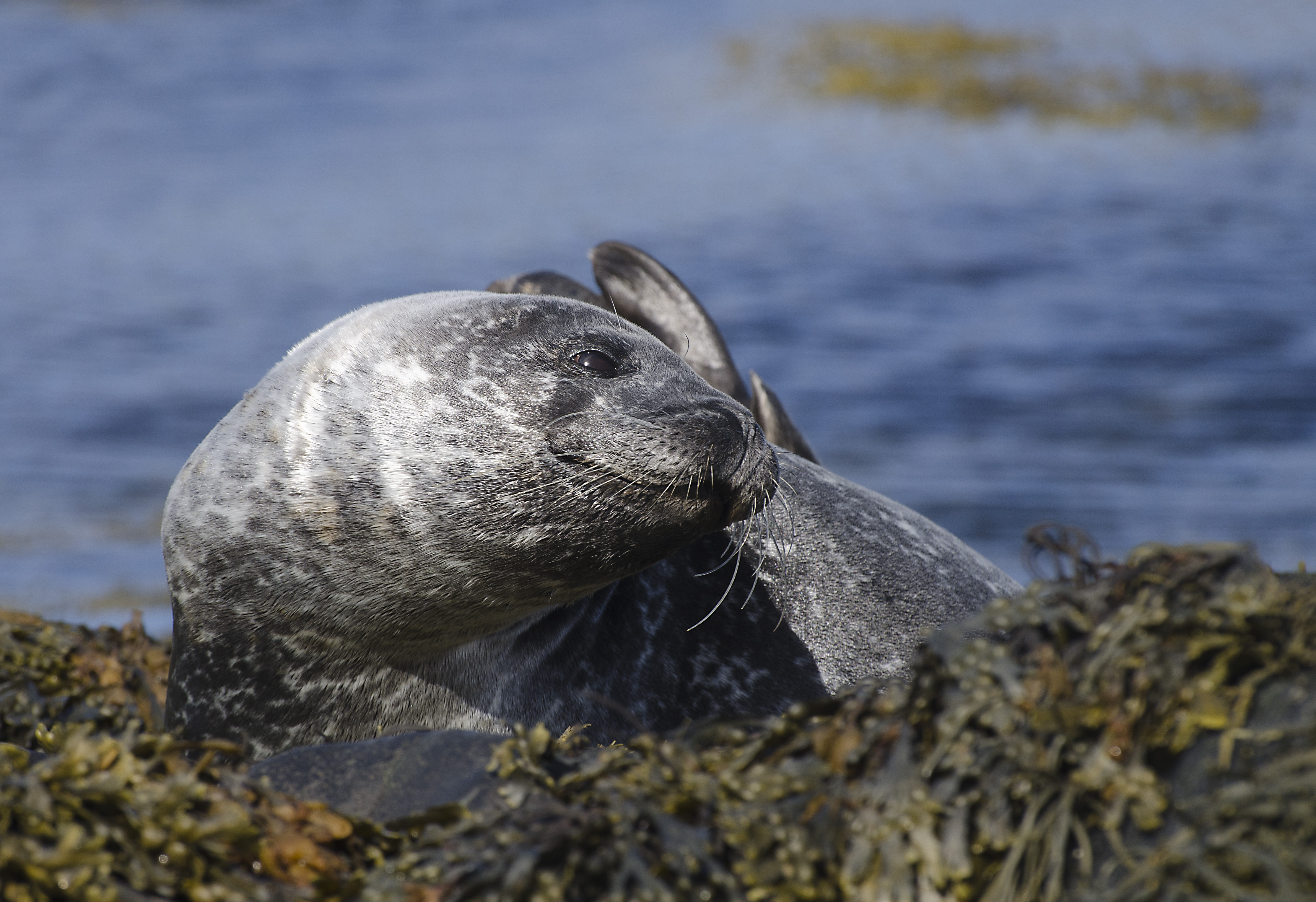
Una foca en Snæfellsbær, al occidente de la isla.

La foca común es una especie habitual en el Hemisferio Norte y su población oscila entre los 400.000 y los 500.000 individuos. La caza de este animal es legal en ciertos puntos de Europa, siendo Islandia un refugio natural para estos ejemplares. 
La foca gris se distingue de la común por poseer manchas negras por todo el cuerpo. Se reproducen alrededor de las costas de diversos países de Europa, y sus crías nacen en otoño, recubiertas de un denso y sedoso pelaje blanco que van perdiendo con la edad. 
La foca de casco se distingue de los demás por poseer una protuberancia nasal hinchable que va desde la frente hasta la punta del hocico, más desarrollada en los machos, de las cuales al espirar sale un globo membranoso rojo para exponerse entre ellos y disputarse a una hembra. Islandia suele ser una frecuente zona de cría para esta especie.

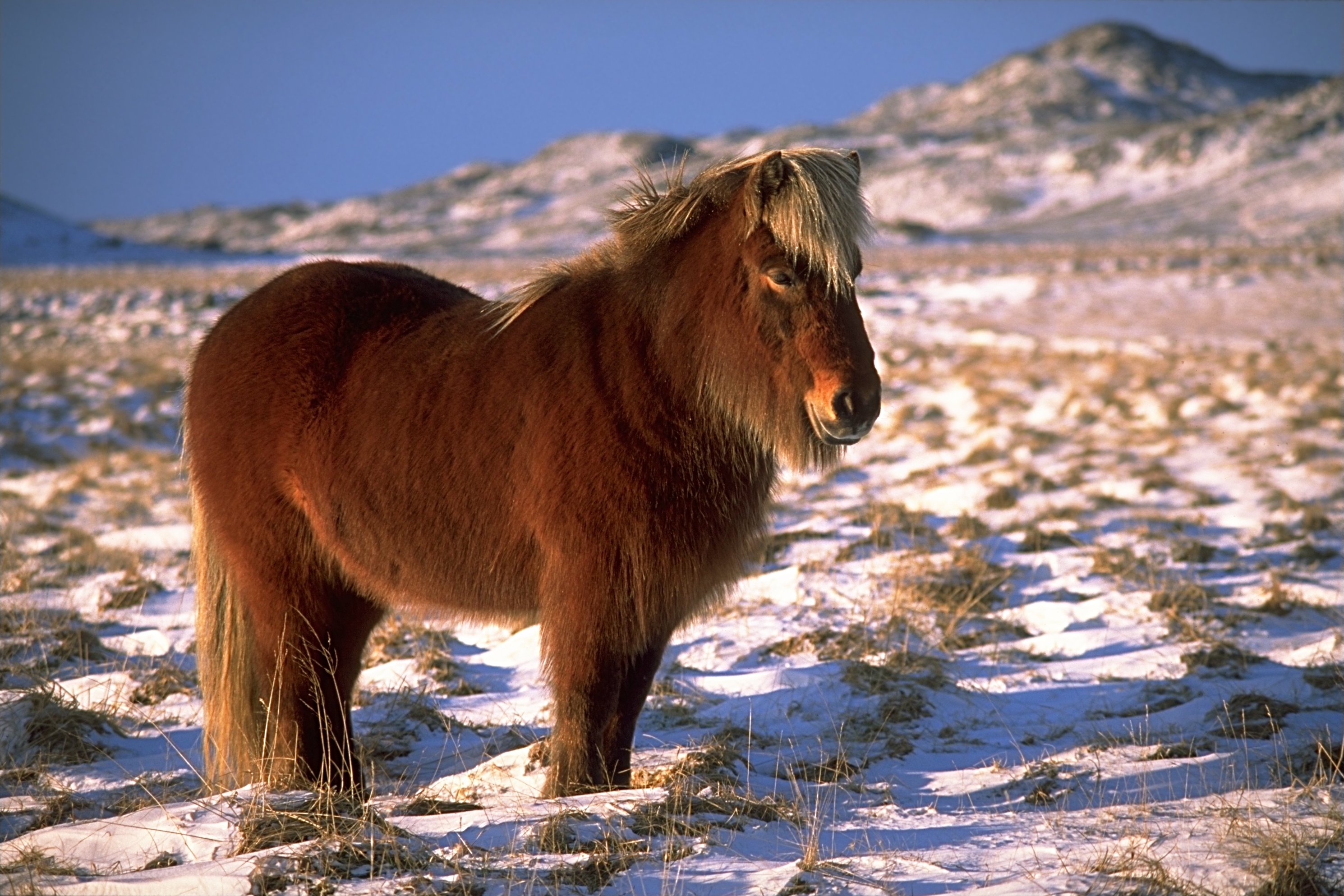
El caballo islandés es una raza equina autóctona de la isla.

#### Mamíferos introducidos
El caballo islandés es una raza equina autóctona de la isla. Se ha vuelto cimarrona y son habituales las manadas salvajes en el interior del país.
El reno fue importado de Noruega hacia fines del siglo XVIII, y existe gran cantidad de ellos en la zona montañosa del este. 
Alrededor del año 1930 el visón fue introducido para su crianza con destino a la industria peletera, pero pronto escapó en grandes números y retornó a su estado salvaje, causando gran daño a las comunidades de aves y a los peces de agua dulce.

#### Cetáceos

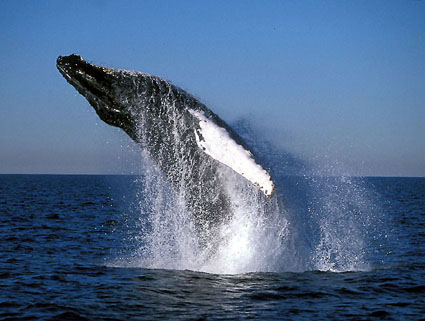
Ballena jorobada

Entre los cetáceos más comunes en aguas islandesas encontramos a la ballena jorobada. También llamada yubarta, es uno de los rorcuales más grandes, los adultos tienen una longitud de 12 a 16 m y un peso aproximado de 36 000 kg. La especie posee una forma corporal distintiva, con aletas pectorales largas y cabeza nudosa. Es un animal acrobático que con frecuencia salta sobre la superficie para luego golpear el agua. Se alimenta en aguas islandesas durante los meses de verano y emigra a aguas tropicales en invierno para dar a luz, donde no se alimenta durante meses.
El rorcual aliblanco mide entre 7 a 9,8 metros de longitud y el peso oscila entre 5 a 10 toneladas. Recibe el nombre aliblanco debido a las manchas blancas en las aletas pectorales. Es el más pequeño de todos los rorcuales. Es el más común y rápido de todos los misticetos o ballenas con barbas.
La ballena azul es el animal más grande de la historia, incluso mayor que los dinosaurios. Su tamaño medio es de entre 24 y 27 m de longitud y pesan entre 100 y 120 t,  aunque hay registros de ejemplares de casi 30 m de longitud y 173 t de peso. 
El delfín de hocico blanco mide alrededor de 2,5-2,7 metros en la edad adulta. Se caracteriza por su cara de color blanco y hocico redondeado.
En aguas islandesas también pueden observarse marsopa común, rorcual común, rorcual norteño, cachalote, orca, calderón común, zifio calderón boreal.

#### Carnívoros con presencia

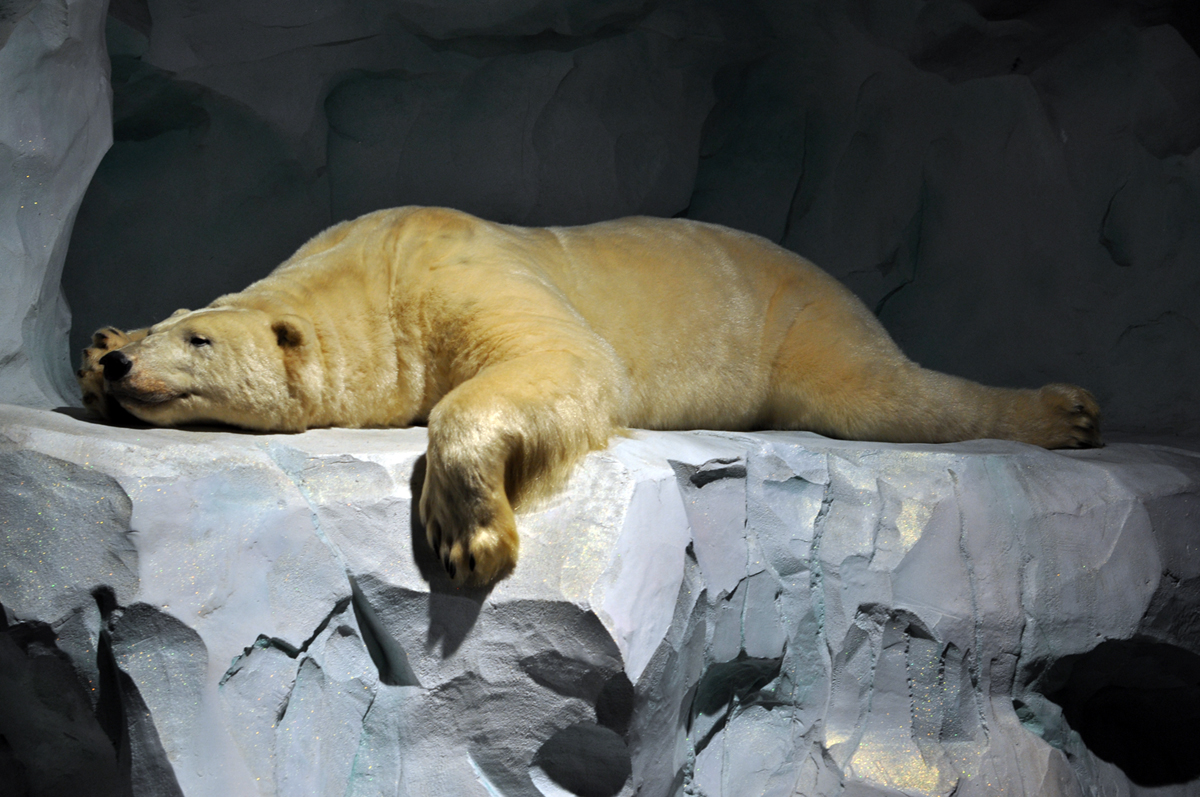
oso polar

Durante los meses de invierno, algunos Osos Polares viajan, a veces, sobre trozos de hielo procedentes de Groenlandia a Islandia. Con tres metros de largo y 500 kg de peso, es el carnívoro terrestre más grande del planeta. En junio de 2008, dos osos polares fueron cazados en el mismo mes.

### Aves
El ánsar piquicorto cría en Islandia, en zonas llanas de tundra y espeso matorral. Es frecuente en estuarios del norte de Europa. 
El porrón islándico es un ave con notable dimorfismo sexual. Mientras que la hembra es parda, el macho es negro, con el cuello, el vientre y la rabadilla blancos, y un curioso verde metalizado en el rostro, visible a la luz del sol. 
El pato arlequín tiene llamativos colores, que divaga en las costas de Europa. Vuela siguiendo los cursos del agua.

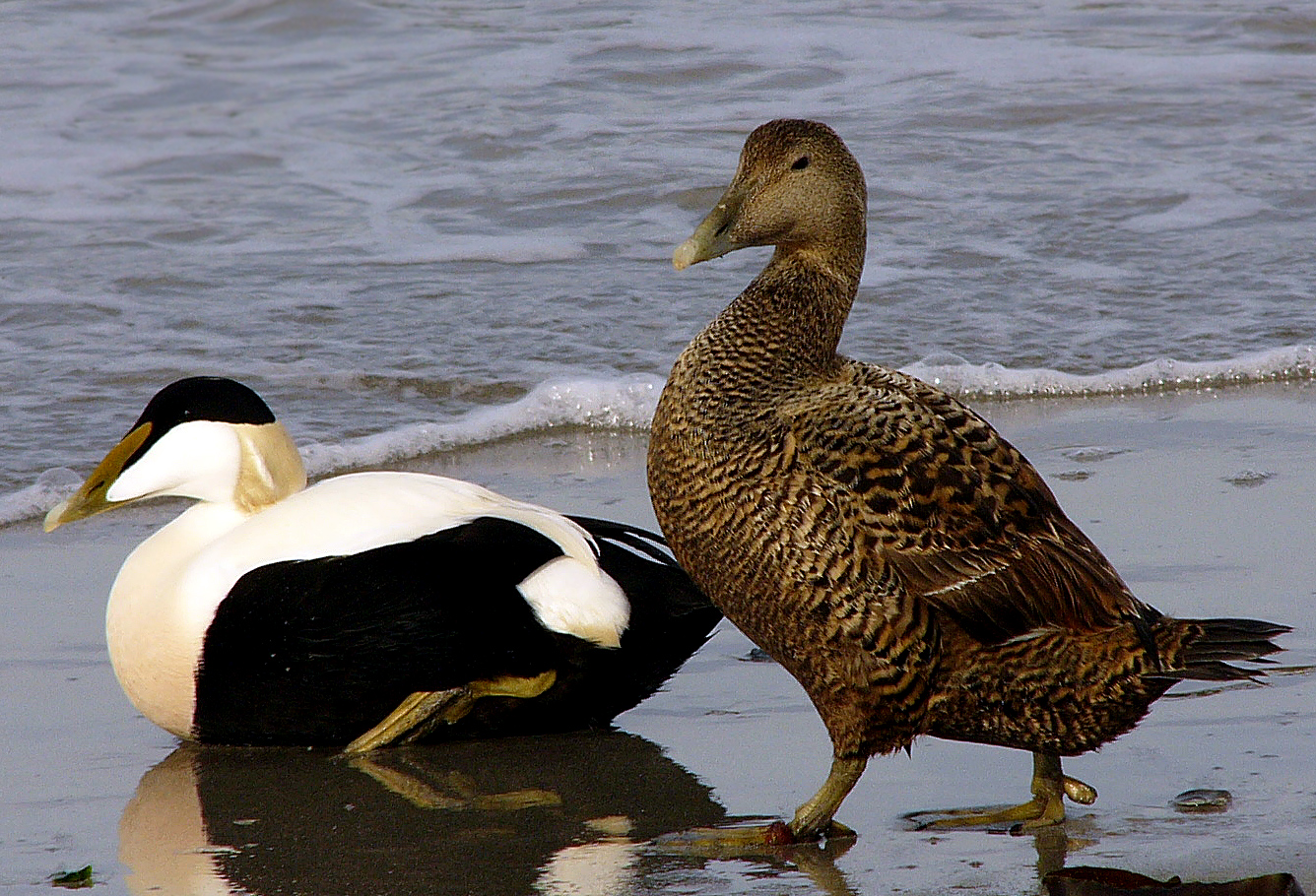
Eider común. Macho (izda) y hembra (derecha).

El eider es la anátida más abundante de la isla. El macho posee un vistoso plumaje blanco y negro con la nuca verdosa, mientras que la hembra es parduzca. Construye su nido con cálido plumón, muy utilizado en la fabricación de edredones y prendas de abrigo. Habita las costas marítimas de toda la isla.
El colimbo grande es un ave gaviforme de plumaje blanco y negro con un pico largo y afilado, y un cuerpo rechoncho. Vuela a gran velocidad. 

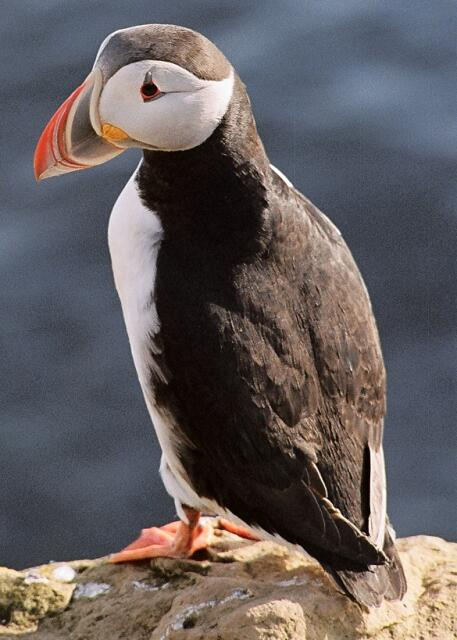
El frailecillo común es muy abundante en Islandia.

El frailecillo común es muy abundante en la isla durante la temporada de cría en verano. Común en zonas escarpadas y acantilados, donde se reúne en grandes colonias, y cría en nidos sobre cavidades de la tierra que él mismo construye. Pesca buceando y usando sus patas traseras como timón, de forma similar a los pingüinos. Durante este ejercicio ataca a los bancos de peces, y puede llegar a introducir una veintena de ellos en su llamativo pico.
Islandia posee una de las mayores colonias de cría de alcatraz atlántico. Allí crían entre 1.400 y 1.500 parejas. Al igual que los frailecillos pesca sumergiéndose en bandadas sobre un banco de peces. La diferencia es que los alcatraces vuelan en círculo a una distancia considerable del mar, se lanzan en picado como proyectiles y vuelven a la superficie con la presa en el pico, que luego es almacenada en el buche y regurgitada al polluelo.
La gaviota sombría es una de las aves marinas más comunes en Europa. Inverna en África.
La gaviota groenlandesa es una especie divagante en la mayor parte de Europa. Los polluelos nacen entre mayo y junio.
El págalo grande, también llamado skúa, es un ave marina depredadora y oportunista, que se alimenta de peces y en ocasiones asalta los nidos y roba huevos y polluelos de otras aves. Se pasa la mayor parte de su vida en el mar, únicamente asentándose en tierra cuando llega su época de cría. 

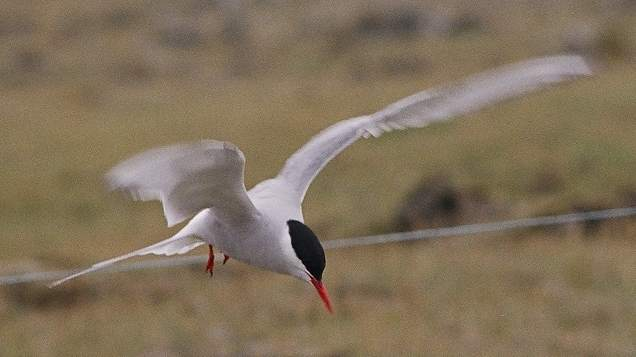
Charrán ártico (Sterna paradisaea)

El charrán ártico es un ave migratoria, muy abundante el Islandia, de distribución circumpolar. Mide 80 centímetros de envergadura y de color blanco, con una capucha negra en la cabeza y el pico rojo. La parte superior de las alas es gris. Suele recorrer el globo terráqueo mientras migra, y llega incluso a la Antártida. Es una de las aves marinas más distribuidas por el mundo entero.
El cormorán moñudo es un ave marina de color negro, con las partes laterales del pico colo ámbar, y un pequeño moño en la cabeza que hace honor a su nombre. Anida en las costas rocosas de la isla, en pequeños abrigos rocosos, hendiduras o pequeñas cuevas en la costa. Los nidos consisten en pequeños haces amontonados de algas y plantas marinas unidas por los excrementos de los pájaros.
El lagópodo alpino o perdiz nival es un ave galliforme adaptada a ambientes fríos que cambia su plumaje de pardo moteado en verano a completamente blanco en invierno.
Otra especies comunes durante los meses de verano son: Gaviota Tridáctila (Rissa tridactyla), Fulmar boreal (Fulmarus glacialis), Cisne cantor (Cygnus cygnus)
Colimbo chico (Gavia stellata), Zarapito trinador (Numenius phaeopus), Págalo parásito (Stercorarius parasiticus)